# 악마화 대상
악마화 대상은 민속이나 대중 매체에서 아웃사이더이자 일탈자로 묘사되며, 범죄나 다른 사회 문제의 비난을 받는 사람 또는 집단이다.
민속 악마 추격은 종종 도덕적 공황이라고 불리는 대규모 운동으로 심화된다. 도덕적 공황이 절정에 달했을 때, 민속 악마는 소문과 도시전설을 통해 느슨하게 조직되었지만 광범위한 적대감 캠페인의 대상이 된다. 대중 매체는 때때로 논란을 조장하기 위해 가담하거나 새로운 민속 악마를 만들려고 시도한다. 때로는 민속 악마에 대한 캠페인이 한 나라의 정치와 입법에 영향을 미친다.

## 개념
민속 악마의 개념은 사회학자 스탠리 코언이 1972년에 모즈와 로커스에 대한 1960년대 영국의 언론 논란을 분석한 연구인 Folk Devils and Moral Panics에서 소개했다.
코언의 연구는 1964년 영국 해변에서 은행 휴일에 모즈와 로커스라는 두 청년 하위문화 간의 폭력적인 충돌을 둘러싼 언론의 폭풍을 바탕으로 했다. 이 사건은 관련된 개인들에게 심각한 신체적 부상 없이 약간의 재산 피해만 초래했지만, 여러 신문은 이 사건을 둘러싼 선정적인 기사를 게재했다.
코언은 이 주제에 대해 작성된 기사들을 검토하고 왜곡된 사실과 잘못된 표현의 패턴, 그리고 소요에 관련된 두 집단의 각 이미지를 뚜렷하고 단순하게 묘사하는 방식을 발견했다. 그는 민속 악마에 대한 언론 보도의 세 단계를 설명했다.
1. 상징화: 민속 악마는 하나의 단일 서사로 묘사되며, 그들의 외모와 전체적인 정체성은 쉽게 인식될 수 있도록 지나치게 단순화된다.
2. 과장: 민속 악마를 둘러싼 논란의 사실이 왜곡되거나 완전히 조작되어 도덕적 십자군을 부추긴다.
3. 예측: 민속 악마 측의 추가적인 부도덕한 행동이 예상된다.

모즈와 로커스의 경우, 이듬해 은행 휴일에 경찰의 증가는 또 다른 폭력 사건으로 이어졌다. 코언은 모즈와 로커스를 폭력적이고 무질서한 문제아로 묘사하는 것이 실제로 하위문화의 일탈 행동 증가로 이어졌다고 지적했다.

## 사례
민속 악마에 대한 선동의 기본 패턴은 마녀사냥과 유사한 박해 광기의 역사에서 볼 수 있다. 주로 가톨릭과 개신교 유럽 국가의 역사는 경쟁 서방 기독교 신앙 신봉자들을 민속 악마로 제시하는 사례를 보여준다. 소수집단과 이민자들은 종종 민속 악마로 간주되어 왔다. 반유대주의의 오랜 역사에서 유대인을 피의 비방과 같은 어둡고 살인적인 행위 혐의로 자주 표적 삼거나, 로마의 기독교 박해는 로마 제국이 겪은 군사적 후퇴를 기독교인들이 이교 (종교)를 버린 탓으로 돌렸다.
현대에는 많은 국가의 정치 및 종교 지도자들이 무신론자와 세속주의자를 사회 및 도덕 질서를 위협하는 일탈적인 외부인으로 묘사하려고 노력해 왔다. 민속 악마의 식별은 사회적 불안을 해소하려는 강력한 기관의 노력을 반영할 수 있다. 일부 기독교 단체는 평생 동안 어떤 형태로든 악마 숭배에 참여한 미국인이 5천만 명에 달한다고 주장했다.
코언의 민속 악마 이론과 관련된 또 다른 종교적 및 민족 차별의 예는 이슬람 공포증으로, 무슬림과 중동 출신으로 인식되는 사람들에 대한 차별이다. 9.11 테러 이후 서방 국가들의 반응은 무슬림을 폭력적이고 증오심이 많으며 광적인 이슬람 극단주의 이념을 가진 것으로 고정관념화했다. 이 집단은 서방 세계의 사회 평화와 안전에 위협을 가하는 것으로 묘사되었고, 정치적으로, 언론에서, 그리고 사회로부터 많은 적대감을 받았다.
특정 정치인, 전문가, 언론 매체는 트랜스젠더 개인을 사회의 민속 악마로 묘사하여 성적 일탈자로 낙인찍고 "그루머"라고 부르는 이야기를 만들어내며 그러한 두려움 반응을 유발하려 시도하는 것으로 알려졌다. 그러한 비난이 반박되거나 설명되더라도, 여러 주에서는 공황에 대한 반응으로 반-LGBT 법안을 도입하거나 시행했다. 제안된 법안에는 성별 확인 치료 금지, 트랜스젠더 운동선수의 스포츠 참여 제한, 트랜스젠더 개인이 출생 시 지정된 성별에 따라 공공 화장실을 사용해야 하는 요건, 공개 드래그 공연 제한 등이 포함된다.

### 콜럼바인
2014년 연구에서 코언의 도덕적 공황 이론은 콜럼바인 고등학교 총기 난사 사건에 대한 언론의 반응에 적용되었다.
1999년 4월 20일, 콜로라도주 콜럼바인의 콜럼바인 고등학교 학생인 에릭 해리스와 딜런 클리볼드는 연속살인을 저질러 15명의 사망자를 냈다. 비극 이후 몇 주 동안의 뉴스 보도는 총격범들이 고스 하위문화에 "집착"했으며, 해리스와 클리볼드가 고스 하위문화와 동일시하는 것과 그들의 폭력 행위 사이에 연관성이 있다고 주장했다.
콜럼바인 총격 사건을 이해하려는 시도에서, 언론인들과 다른 언론 평론가들은 고스를 테러리즘, 찰스 맨슨과 마릴린 맨슨, 자해, 인질극, 갱단 문화, 와코 컬트, 오클라호마시티 폭탄 테러, 사탄주의, 대량 살인, 코소보의 민족 청소, 자살, 인터넷, 비디오 게임, 스킨헤드 음악, 백인 극단주의, 그리고 아돌프 히틀러와 연결시켰다.
ABC 뉴스 프로그램 20/20은 "고스 현상"이라는 특별 방송을 통해 총격범들이 고스 문화에 깊이 빠져 있었다는 주장을 강화하고, 고스 하위문화의 개인들이 과거 살인 활동의 원인이라고 주장했다.
인지된 '악한' 고스 문화에 대한 적대감과 히스테리는 총격 사건 이후 몇 년 동안 증폭되었다. 고스들은 언론에서 검은 트렌치 코트를 입은 폭력의 가해자 또는 지지자로 고정관념화되었다. 미국 전역의 여러 고등학교에서는 검은 트렌치 코트와 고스 문화와 관련 있다고 인식되는 다른 의류를 금지했다. 일부 미국 경찰서는 고스 하위문화를 "갱단 기반"으로 분류하고 "경찰 감시 강화"의 대상이 되어야 한다고 주장했다. 콜럼바인 총격 사건부터 2003년까지, 고스 의상을 입은 개인이 심문을 받거나, 딱지를 떼이거나, 체포되었다는 보고가 있었다. 2002년에 미국 하원 의원 샘 그레이브스는 미주리주 블루스프링스에 "새로운 고스 위협"에 맞서 싸우기 위해 27만 3천 달러의 자금을 지원받게 했다.
콜럼바인 총격 사건 이후 고스 하위문화에 대한 반발은 스탠리 코언의 모즈와 로커스에 대한 연구와 많은 유사점을 보인다. 모즈와 로커스 역시 사회에 의해 민속 악마로 낙인찍힌 다른 두 청년 하위문화였다. 두 경우 모두 집단은 하나의 뚜렷하고 단순화된 이미지로 묘사되었고, 배척되었으며, 어떤 긍정적인 특성도 박탈당하고 사회의 잘못에 대한 비난을 받았다.

## 같이 보기
- 공포 조장
- 낙인 이론
- 도덕적 공황
- 희생양